# Nationalkomitee Freies Deutschland
Nationalkomitee Freies Deutschland eller blot NKFD var en tysk anti-nazistisk organisation, der var aktiv i Sovjetunionen under 2. verdenskrig.
Organisationen blev formelt grundlagt i 1943 og officielt opløst i 1945. Organisationen var med base i Sovjetunionen aktiv i modstanden mod det nazistiske tyske regime primært i form af udsendelse af propaganda rettet mod de tyske tropper i Sovjetunionen og i Tyskland. Efter afslutningen af anden verdenskrig fik flere af organisationens medlemmer fremtrædende stillinger i DDR's regeringsapparat og i DDR's hær.

## Historie
Ved nazipartiets overtagelse af magten i Tyskland og afviklingen af Weimarrepublikken i 1933 blev det tyske kommunistparti KPD forbudt og dets medlemmer forfulgt. Adskillige tyske kommunister flygtede derfor til Sovjetunionen.
I forbindelse med Nazitysklands invasion af Sovjetunionen i 1941 ved Operation Barbarossa begyndte flere tyske soldater at blive tilfangetaget af de sovjetiske styrker. Der blev gjort flere forsøg på at hverve disse krigsfanger til en anti-nazistisk organisation, men det var vanskeligt at vinde de tilfangetagne over på sovjetiske side, da de fleste af disse havde tro på, at Tyskland ville ende som sejrherre i konflikten.
Med det tyske nederlag ved Slaget om Stalingrad steg antallet af tyske krigsfanger betragteligt, ligesom der med nederlaget opstod tvivl blandt mange tyske soldater om en sejr over USSR, hvorfor flere var modtagelige for at deltage i en anti-nazistisk organisation. I begyndelsen af juni 1943 skrev Alfred Kunella og Rudolf Herrnstadt på vegne en anti-nazistisk komité et manifest, der bl.a. fremhævede historiske prøjsiske personer, der allierede sig med Zar-Rusland, som værende eksemplariske tyskere, eksempelvis vom Stein, Arndt, Clausewitz og Yorck. I forbindelse hermed blev den 12. juli 1943 i Krasnogorsk nær Moskva grundlagt Nationalkomitee Freies Deutschland (NKFD). Formand for komitéen var den eksilerede kommunistiske forfatter Erich Weinert og som næstformænd var militærfolkene Heinrich Graf von Einsiedel og major Karl Hetz. Komiteen bIev ledet af 38 medlemmer, heraf 28 krigsfanger fra Wehrmacht og 10 kommunister, der levede i exil i Sovjetunionen.

### Bund Deutscher Offiziere
Efter flere forgæves forsøg på at hverve officerer til NKFD foreslog oberstløjtnant Alfred Brette oprettelsen af en særlig organisation for officerer, således at officererne kunne undgå kontakt med kommunister og menige soldater.
To måneder efter grundlæggelsen af NKFD blev derfor grundlagt forbundet 'Bund Deutscher Offiziere' eller blot 'BDO') under ledelse af general Walther von Seydlitz-Kurzbach. Hovedformålet med BDO var at levere propaganda rettet mod de tyske styrker. Et antal officerer i sovjetisk krigsfangenskab blev en del af BDO, den mest prominente af disse var feltmarskal Friedrich Paulus, der som øverstbefalende for Værnemagtens 6. armé var blevet tilfangetaget ved Slaget om Stalingrad. BDO blev senere slået sammen med NKFD.

## Ideologi
Selvom NKFD opererede i Sovjetunionen og delvist bestod af kommunister, benyttede komitéen konservative symboler og ideologi. Eksempelvis anvendte komitéen Det Tyske Kejserriges flag (sort, hvidt og rødt) i stedet for Weimarrepublikkens flag (sort, rød og guld), idet komitéen anså kejserrigets farver og symboler for mere tiltrækkende blandt officererne og soldaterne fra Værnemagtens hær.
Det officielle mål for NKFD var en tilbagevenden til de tyske grænser før 1937[kilde mangler], åbning af fredsforhandlinger og afsættelse og straf for de nazistiske ledere i Tyskland. NKFD ønskede en bevarelse af Wehrmachts autoritet i det tyske samfund og var af den overbevisning, at tyske civile og soldater skulle sætte nationens interesser over Nazipartiets interesser.
Som krigen skred frem og det blev mere og mere klart, at et anti-nazistisk kup ikke ville ske, blev NKFD's ideologiske linje stedse mere venstreorienteret for til sidst at blive næsten identisk med det tyske kommunistpartis.

## Aktiviteter
NKFD's og BDO's aktiviteter blev støttet af Sovjetunionen og var primært fokuseret mod propaganda rettet mod de tyske tropper. Organisationerne havde deres egen ugeavis og magasin, begge kaldet Freies Deutschland og udsendte herudover flere løbeblade og publikationer. Organisationen rådede endvidere over en radiostation, der også sendte under navnet Freies Deutschland. Organisationen benyttede også højttalervogne ved fronten. Der blev sendt flyveblade og andre publikationer til de tyske soldater på Østfronten og krigsfanger i sovjetiske krigsfangelejre.
Det primære mål med NKFD's og BDO's aktiviteter var at overtale tyske soldater og officerer til at skifte side i konflikten og til at overgive sig frivilligt til de sovjetiske tropper. Aktiviteterne bar frugt; bl.a. overgav generalløjtnant Vincenz Müller sig frivilligt den 8. juli 1944 under den sovjetiske offensiv Operation Bagration og den 22. juli fulgte yderligere 17 generaler i de tyske Værnemagts Heeresgruppe Mitte i forbindelse med den tyske hærs sammenbrud på Østfronten. Generalerne blev tilfangetaget og tilsluttede sig NKFD. Et andet prominent medlem af NKFD var tidligere øverstbefalende for den 6. armé, der led nederlag ved Slaget ved Stalingrad, feltmarskal Friedrich Paulus, der den 8. august 1944 brød med Hitler og indtrådte i NKFD.
NKFD's roller var ikke begrænset til at forsøge at overtale til overgivelse. NKFD lokkede også tyske tropper i baghold gennem udsendelse af falske informationer via radio, ligesom medlemmer af NKFD's frontorganisation udførte opgaver bag de tyske linjer. Andre medlemmer af NKFD blev tilknyttet sovjetiske frontlinjeenheder med henblik på afhøringer af tilfangetagne krigsfanger og for at viderebringe propaganda.
Efter sammenbruddet af den tyske front i Sovjetunionen fik erklæringer fra tilfangetagne tyske generaler en større betydning i NKFD's propagandaarbejde. Eksempler er på forskellige "Opråb" til den tyske befolkning og de væbnede styrker med opfordringer til at bryde med Hitler og naziregimet og til at afslutte krigen.
General Walther von Seydlitz-Kurzbach tilbød Sovjetunionen at samle en tysk anti-Hitler hær med medlemmer fra NKFD og BDO for at deltage med militære enheder mod nazisterne, men Sovjetunionen afslog tilbuddet.

## Publikationer
NKFD udgav fra 1943 til 1945 en ugeavis Freies Deutschland. Medlemmer af NKFD var endvidere involveret i tysksprogede radioudsendelser, der blev sendt af Sovjetunionens propagandasender Radio Moskva.

## Ophør og betydning efter 2. verdenskrigs afslutning
Efter afslutningen af 2. verdenskrig og Nazitysklands nederlag blev både NKFD og BDO opløst den 2. november 1945 i Moskva. De fleste af NKFD's civile medlemmer vendte tilbage til den sovjetiske besættelseszone i Tyskland. Krigsfangerne forblev i krigsfangelejre i Sovjetunionen, men allerede i september 1948 blev 5 generaler og 100 officerer overført til den sovjetiske besættelseszone i Østtyskland, hvor de stod for opbygningen af det såkaldte Kasernierte Volkspolizei, der var forløberen for DDR's hær under ledelse af general og NKFD medlem Vincenz Müller. En anden del vendte hjem i 1950, den sidste blev løsladt i 1955.
Udover de militære medlemmer af NKFD fik også flere civile medlemmer af organisationen en en nøglerolle i udviklingen af DDR. DDR's første præsident Wilhelm Pieck og partisekretær for SED Walter Ulbricht var begge fremtrædende medlemmer af NKFD.
Enkelte medlemmer blev dog forfulgt som krigsforbrydere, som eksempelvis general Walther von Seydlitz-Kurzbach, der dog siden posthumt blev rehabiliteret.

## Fremtrædende medlemmer
- Anton Ackermann
- Wilhelm Adam
- Johannes R. Becher
- Gerhard Bechly
- Willi Bredel
- Heinrich Graf von Einsiedel
- Peter Gingold
- Alfred Kurella
- Arno von Lenski
- Wolfgang Leonhard
- Vincenz Müller
- Friedrich Paulus
- Wilhelm Pieck
- Walther von Seydlitz-Kurzbach
- Walter Ulbricht
- Gustav von Wangenheim
- Erich Weinert
- Otto Winzer
- Friedrich Wolf
- Markus Wolf